# Portaalkraan

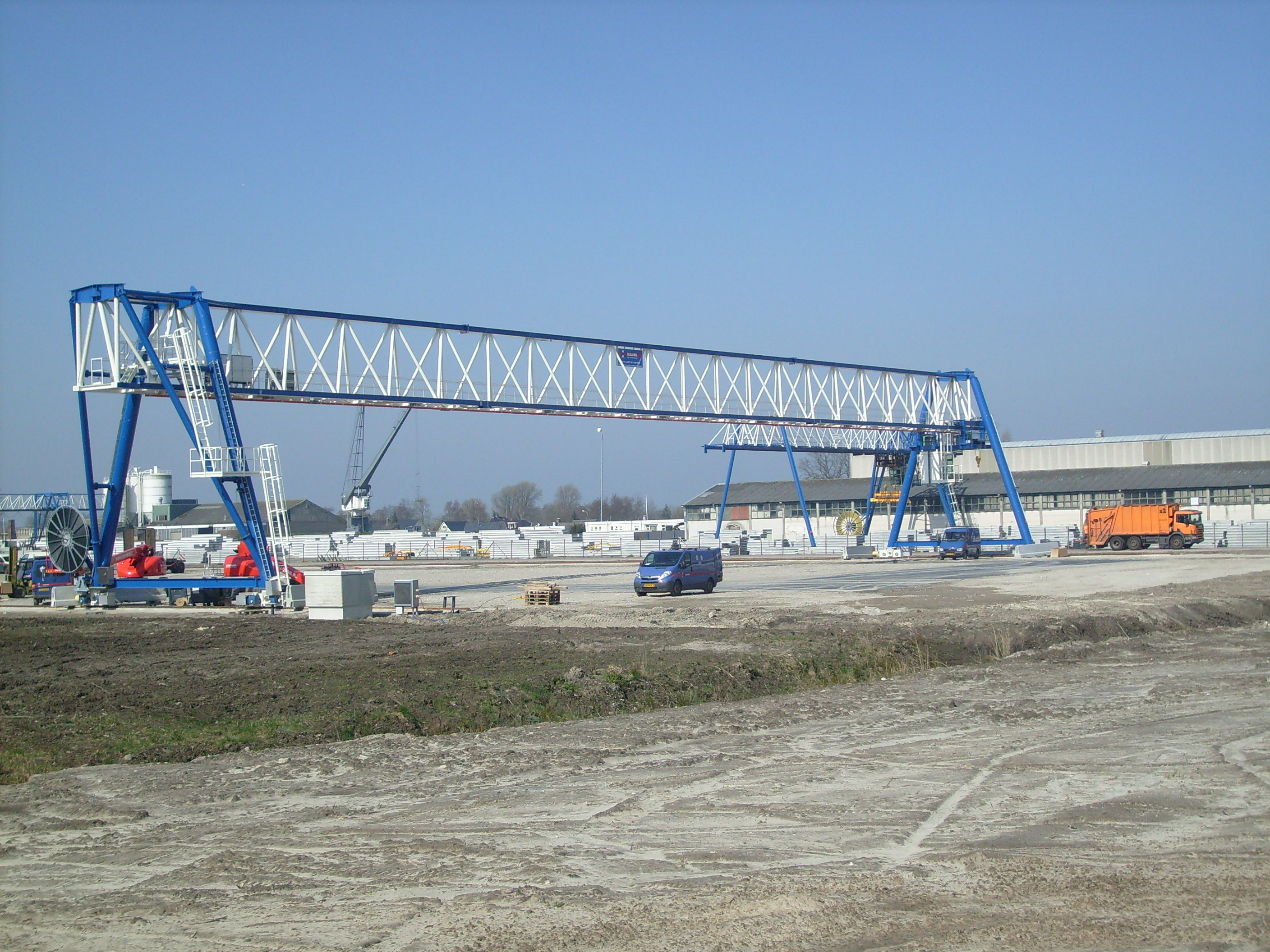
Een portaalkraan op een fabrieksterrein

Een portaalkraan is een type kraan dat voornamelijk gebruikt wordt in werkplaatsen en fabrieken waar regelmatig zware lasten verplaatst moeten worden.
Dit type kraan kan lasten hijsen en verplaatsen over de breedte en lengte van het werkveld. De draagbalk waarop de loopkat rijdt, wordt ondersteund door een verticale constructie die zelf ook kan rijden op een rail. Dit type kranen wordt meestal in de open lucht toegepast.

## Bovenloopkraan

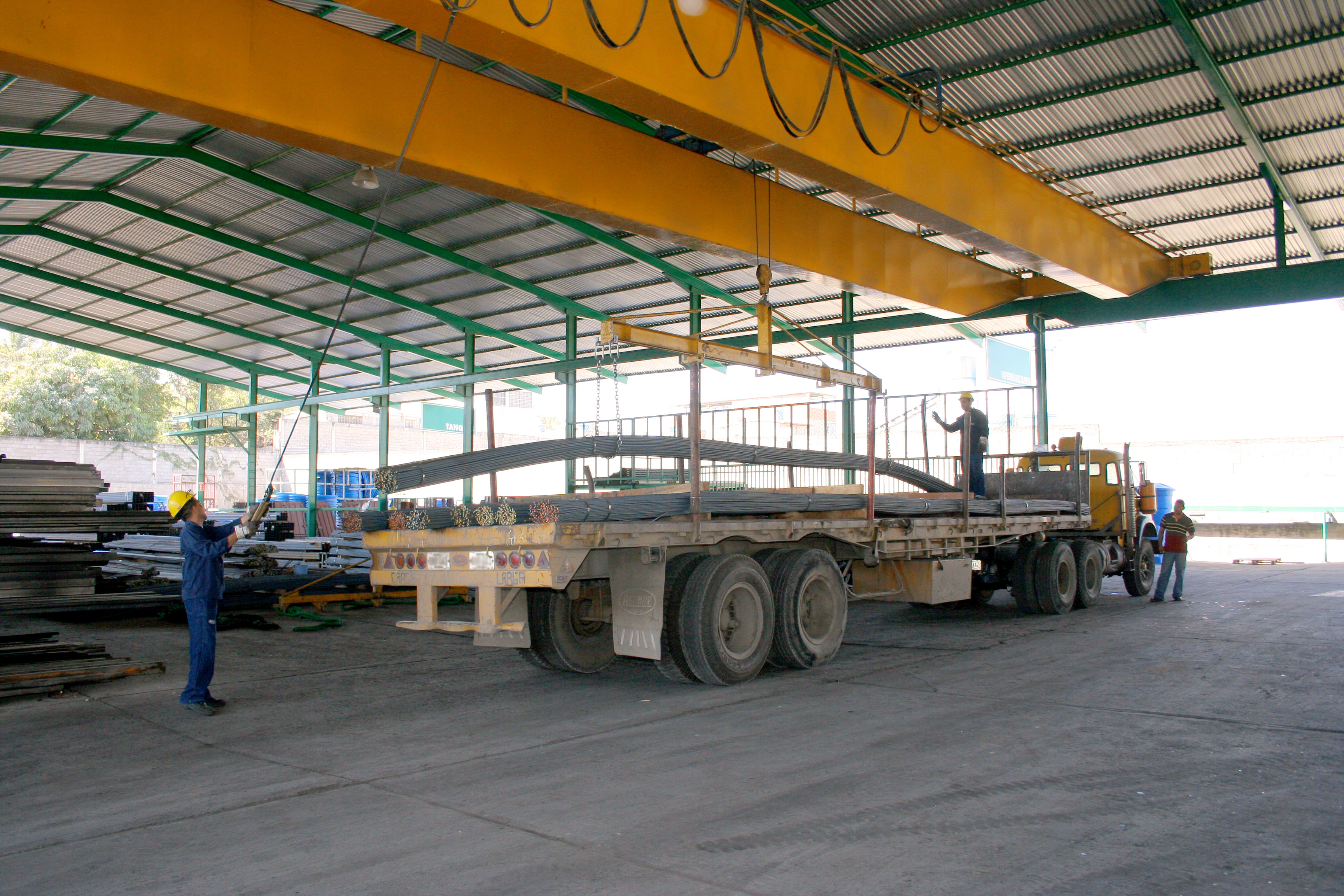
Een bovenloopkraan in een loods

Een bovenloopkraan berust op een loopkat, waarin het hijsmechanisme van de takel zich bevindt. De loopkat rijdt over een rail op een draagbalk. Bij bovenloopkranen rijdt de draagbalk over twee draagbalken met een rail die meestal over de lengte opgelegd is op consoles aan de draagconstructie van een gebouw zoals een loods, ook wel kraanbaan genoemd. Dergelijke loodskranen worden in Vlaanderen ook rolbrug genoemd, niet te verwarren met het brugtype.
Tegenwoordig worden de meeste kranen elektrisch bediend. Kleinere en oudere modellen worden ook wel handmatig bediend door middel van een ketting.

## Containerkraan

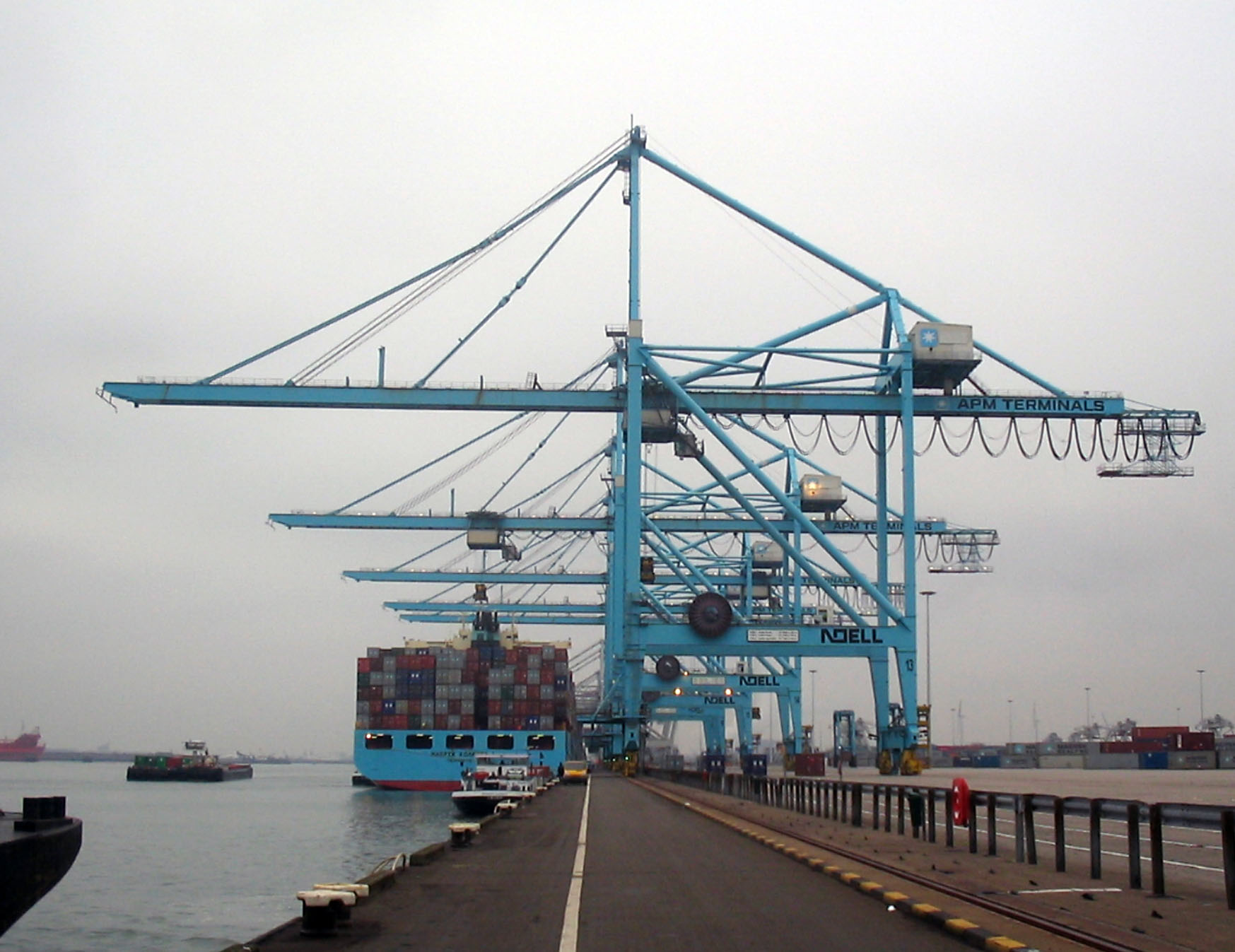
Super-Post Panamaxkraan in de Haven van Rotterdam; reikt 50 meter ver (maximaal 22 containers breed).

Een relatief nieuwe ontwikkeling (enkele decennia) is de containerkraan voor het laden en lossen van containers. Dit is in feite een zware portaalkraan waarbij de draagbalk voor de loopkat uitsteekt voorbij de einden van de verticale draagconstructie.
Om containerschepen te kunnen laden of lossen moet de loopkat ver voorbij de rand van de kade kunnen reiken, sommige kranen kunnen al 28 breed containers laden en lossen. De kranen pakken de containers met een zogenoemde spreader (spreider), zodat ze allerlei verschillende maten containers kunnen pakken. Er zijn ook kranen met speciale spreider die 2 aparte TEU's kunnen pakken, dit noemt men twinnen. Het is onpraktisch om een soort dok voor de gigantische schepen te bouwen dus is de kraan zo aangepast dat deze de schepen kan laden en lossen.
In sommige gevallen kan het gedeelte (de klap) dat voorbij de kade steekt omhoog gedraaid worden om het hoogste gedeelte van het schip te kunnen laten passeren wanneer het schip manoeuvreert. Als de klap omhoog staat staat de kraan opgetopt en als de klap naar beneden is is de kraan afgetopt.

### Classificatie

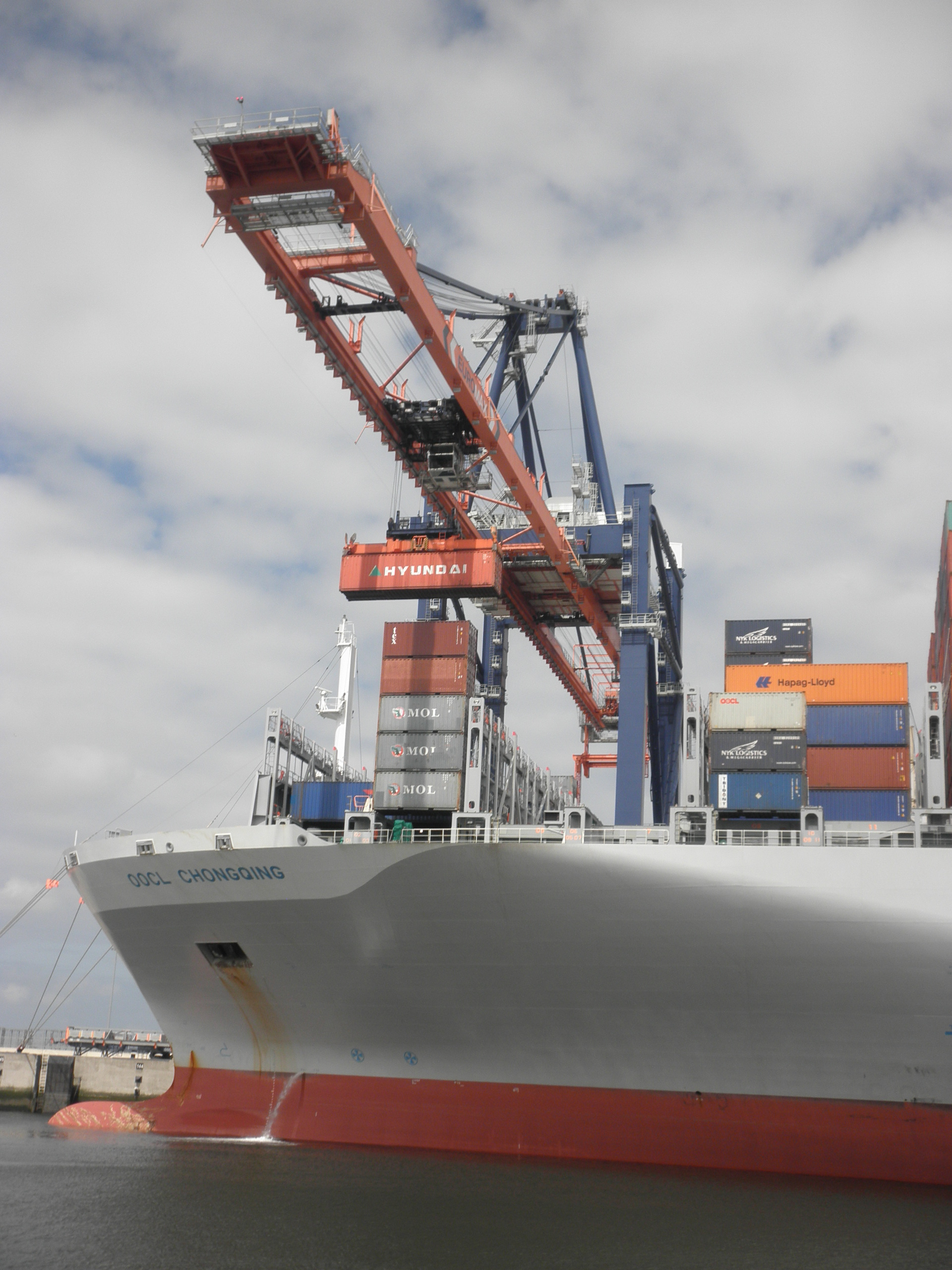
Containerkraan van de ECT Euromax Terminal haalt een 40-voetcontainer van de OOCL Chongqing.

Containerkranen worden geclassificeerd naar het gewicht dat ze kunnen dragen en de omvang van de schepen die ze kunnen laden en lossen.
- Panamax: Een Panamax-kraan kan containerschepen behandelen die door het Panamakanaal kunnen varen. De sluizen van dit kanaal staan schepen toe waarop maximaal 12 of 13 containers breed zijn gestapeld;
- Post Panamax (PP): deze kranen kunnen grotere schepen aan waarop 18 containers naast elkaar zijn geplaatst;
- Super-Post Panamax (SPP): Tegenwoordig zijn de grootste containerschepen in staat 23 containers naast elkaar te vervoeren. De Super-Post Panamaxkranen reiken over de volledige breedte van het schip. Deze moderne kranen kunnen twee standaardcontainers van 20 voet tegelijk transporteren, met een maximale last van 65 ton.